# わたしの狼さん。
『私の狼さん。』（わたしのおおかみさん）は、藤原ここあによる日本の漫画作品。『月刊ガンガンWING』（スクウェア・エニックス）にて、2000年9月から2001年まで連載。同作者の『私の狼さん。THE OTHER SIDE OF LYCANTHROPE』『dear』は本作の続編に当たる。

## あらすじ
人間がいて、魔物がいて、勇者がいて魔王が存在する。このような世界で多くの武人や人々が魔王を倒すべく活動していた。そんな勇者たちの中で1人、小桃（レベル0）も日々魔王を倒そうと魔王城に乗り込んでいた。しかし当の魔王本人は小桃に完全にベタ惚れ状態であり、戦おうともせず求愛をし続けた挙句。ついには魔王をやめ、小桃とともに旅に同行すると言い出して本当に魔王をやめてしまった。どこまで本気なのかわからない彼のその行動の裏にはただただ悲しく、彼女にたいしての愛情と優しさに包まれたものであった。

### 1話
貧乏人でレベル0の勇者・小桃は魔王退治に何度もいどむも軽くあしらわれてしまう。対する魔王・昴（レベル2000）は小桃にベタ惚れであり、小桃に愛の告白や求婚を申し込み、話を逸していた。そんないい加減な魔王に呆れた魔王軍幹部の一人が謀反を企て兵器タイタンを魔王暗殺に投入、しかし魔王は自身の真の力、魔狼(ライカンスロープ)を使い兵器タイタンごと謀反を起した幹部を撃退。自身の現状の立場に嫌気がさした魔王は、魔王をやめて小桃と旅をするといいだし本当に魔王城から出ることとなる。

### 2話
兵器タイタンとの決戦そして魔王幹部の一人が謀反を起しそれが原因で現状の自分の立場に愛想をつかした、魔王昴は、小桃の旅に無理やり同行。断れば何をされるかわからない小桃は渋々ながら動向にOKを出す。
その旅には彼の使い魔に当たる梅もいつのまにか加わり、二人と1匹の旅が始まる。最初の町に到着するも早くも事件が起きてしまう。その町は魔物に怯えながら毎日過ごしている現状で、町の娘を一人嫁に出さないと街をつぶすと言うはた迷惑な条件を出してくる。小桃はこれを奪回すべく自分が嫁の役に擬装して隙を見て倒そうとするものの作戦は失敗し逆に返り討ちに会いそうになるも、昴のたった一発の攻撃で魔物は撃退、あっけなく事件は解決する。この結末に納得いかない小桃は勇者様と拝め始める町人からなきながら逃げ出してしまう。レベル0でもやれば出来ると人々が感心する中、昴は「小桃を語るなんて100年早い」と言い泣き崩れる小桃を追いかけ優しく励ます。今回の事件が二人の距離を少し結果的に縮ませることとなった

## 登場人物
小桃=サクライ
本作の主人公でありヒロイン、レベルは終始0のまま勇者としての実力はからきし、困っている人を助けつつお金をためるため日々、依頼などをこなしている。
見た目は幼女体型であり銀髪、ミステリアスな雰囲気を漂わせている。そんな見た目とは裏腹に性格は勝気で困っている人を見捨てられないそんな性格である。「魔力持ち」という体質で肌は白くミステリアスな雰囲気を持つ。本来、魔力は魔族しか待たないため世間からは迫害されてきた。たが唯一の肉親だった母親のおかげでまっすぐな性格をした少女に成長している。
昴=ハーネスト
本作のもう1人の主人公、魔王、レベルは2000と作中屈指の最強キャラ、人型の魔族を統率している。何を考えているのかわからなく魔王らしいことは結局作中では何もしていなかった。部下の不満や進言も悉く蹴り飛ばす。ただし実力は本物、魔王の証として右腕に魔狼(ライカンスロープ)の腕が移植されており1話では魔王軍の兵器タイタンをものの数秒で灰にしたほとである。子桃のことは嘘偽りもなく本当に心の底から愛しており、魔王をやめ城を出ようとしたのは実際は子桃を暗殺しようとする部下や軍のもの達から守るだめであった。子桃と旅をとおし心を通わせていくうちに人としての優しさの一面を身にやどしていくこととなる。
梅
魔王の使い魔、外形は可愛らしい子犬。明らかに自分より体積の大きいものを口から吐き出すなど謎の一面がある。さらに番外偏では人語までしゃべる。
紅=アカツキ
魔王軍幹部側近の一人、本作中の貴重な突っ込み役である。
非常に真面目で融通の効かない性格でありそして苦労人、刀を使った接近戦を得意とする。キャロルとの絶妙なコンビネーションで敵と交戦する。真面目かつ怒りんぼなので飄々とした俺様な魔王にはいつも困っている。しかし何だかんだいって魔王を心配するいい人。ただの幼女にしか見えない小桃にベタ惚れな昴をいろんな意味で理解できないでいたが、物語終盤、二人のやり取りをみて彼らの絆は本物だと痛感し渋々ながら認めた。
キャロル=ブルーハース
魔王幹部側近の一人、呪符を使っての遠距離攻撃及び支援を得意とする。他人をからかいつつ自分には矛先が向かないように立ち回る。魔王とはまた違った飄々とした人物である、しかし基本的には仲間思いであり小桃とは始めてあった直後にすぐに打ち解けている。

## 書籍情報
- わたしの狼さん。/藤原ここあ 既刊1巻、2001年9月27日発売 ISBN 4-7575-0530-2
- わたしの狼さん。 新装版/藤原ここあ 2011年7月22日発売 ISBN 978-4-7575-3292-2